# Gautier Larsonneur
Gautier Larsonneur (* 23. Februar 1997 in Saint-Renan) ist ein französischer Fußballspieler, der aktuell als Torhüter bei der AS Saint-Étienne unter Vertrag steht.

## Karriere

### Verein
Der nur 1,81 Meter große Larsonneur begann seine fußballerische Ausbildung bei der US Plougonvelin, für die er bis 2008 spielte. Anschließend wechselte er in die Jugendabteilung von Stade Brest. Nachdem er zuvor immer in der zweiten Mannschaft zum Einsatz gekommen war, spielte er 2015/16 für die U19 beim Coupe Gambardella, stand aber auch in der Ligue 2 einmal im Kader.
Am 11. August 2017 (3. Spieltag) in der Saison 2017/18 debütierte er im Tor von Brest in der Ligapartie gegen den GFC Ajaccio. In der Saison war er auch Stammtorwart und spielte alle folgenden 36 Spiele. Die Saison beendete man nah an der Tabellenspitze und konnte sich somit für die Playoffs zur Ligue 1 qualifizieren, wo man aber direkt am AC Le Havre scheiterte.
Auch in der Folgesaison war er auf der Torhüterposition gesetzt und spielte 37 Ligaspiele. Mit 13 Spielen ohne Gegentor leistete er einen großen Beitrag zu Platz zwei in der Liga und somit dem Aufstieg in die höchste französische Spielklasse.
Am 10. August 2019 (1. Spieltag) gab er sein Ligue-1-Debüt beim 1:1-Unentschieden gegen den FC Toulouse. Seinen Stammplatz behielt er allerdings auch im Oberhaus und spielte in 27 von 28 Spielen, bis die Saison abgebrochen wurde.
Auch 2020/21 spielte er nahezu jedes Spiel in der Liga, stand aber im Pokal hinter Sébastien Cibois.
Im Juli 2022 wurde er für eine Saison an den FC Valenciennes ausgeliehen. Anfang Januar 2023 wurde die Leihe vorzeitig beendet und er wechselte fest zur AS Saint-Étienne.

### Nationalmannschaft
Larsonneur war 2018 und 2019 zweiter Torhüter hinter Paul Bernardoni und spielte zweimal in einem Testspiel.

## Karriereübersicht
| Verein          | Saison          | Liga   | Liga | Nat. Pokal | Nat. Pokal | Europapokal | Europapokal | Andere | Andere | Gesamt | Gesamt |
| Verein          | Saison          | Spiele | Tore | Spiele     | Tore       | Spiele      | Tore        | Spiele | Tore   | Spiele | Tore   |
| --------------- | --------------- | ------ | ---- | ---------- | ---------- | ----------- | ----------- | ------ | ------ | ------ | ------ |
| Stade Brest     | 2017/18         | 36     | 0    | 1          | 0          | —           | —           | 1      | 0      | 38     | 0      |
| Stade Brest     | 2018/19         | 37     | 0    | 0          | 0          | —           | —           | —      | —      | 37     | 0      |
| Stade Brest     | 2019/20         | 27     | 0    | 1          | 0          | —           | —           | —      | —      | 28     | 0      |
| Stade Brest     | 2020/21         | 26     | 0    | 0          | 0          | —           | —           | —      | —      | 26     | 0      |
| Gesamt          | Gesamt          | 126    | 0    | 2          | 0          | —           | —           | 1      | 0      | 129    | 0      |
| Karriere Gesamt | Karriere Gesamt | 126    | 0    | 2          | 0          | —           | —           | 1      | 0      | 129    | 0      |

## Erfolge
- Zweiter der Ligue 2 und Aufstieg in die Ligue 1: 2019
- Torhüter des Jahres der Ligue 2: 2023/24